# 신용철 (경제학자)
신용철(영어: Yongcheol Shin, 1960년 12월 24일~)은 영국의 경제학자이다.
계량경제학, 거시경제학 등 분야의 주요 과학 저널에 46편 이상의 논문을 발표하고 집필했다.